# Luchina della Rovere

Stemma dei Della Rovere

Luchina della Rovere (Albisola Superiore, 1451 – Lucca, 1515) è stata una nobildonna italiana, sorella di papa Giulio II.

## Biografia
Era figlia di Raffaello della Rovere e di Teodora Manirolo. Conosciuta anche con il diminutivo di Luchinetta poiché portava lo stesso nome della nonna materna. Da essa trassero origine due rami cadetti della famiglia Della Rovere: 
- Gara (Garra) Della Rovere, a seguito delle prime nozze con Gabriele Gara, uomo d'armi di Savona. Ramo estinto nel 1517.
Dal matrimonio nacquero quattro figli:
- Francesco
- Sisto, cardinale
- Giacomo
- Raffaele

Rimasta vedova, Luchina ottenne dal papa il 1º giugno 1479 la tutela dei figli, a condizione di rinunciare a seconde nozze. Nel 1480 però ottenne dallo zio papa Sisto IV la rinuncia alla tutela, che passò alla madre Teodora, rimasta anch'essa vedova.
- Franciotti della Rovere, a seguito delle seconde nozze il 13 giugno 1480 con il banchiere lucchese Giovanfrancesco Franciotti (1456-1505 circa)[1], nominato da Sisto IV depositario generale della Camera Apostolica. Ramo estinto nel 1550.

Dal matrimonio nacquero sei figli:
- Niccolò, signore di Frascati ed erede dei beni di famiglia
- Agostino, vescovo di Trebisonda
- Galeotto (1471-1507), cardinale
- Lucrezia (1485-1552), sposò il condottiero Marcantonio Colonna
- Giulia
- Cornelia

## Ascendenza
|                                |   |                   | Genitori          |  |  | Nonni |  |  | Bisnonni |  |  | Trisnonni |  |
|                                |   |                   |                   |  |  |       |  |  | …        |  |  | …         |  |
|                                |   |                   |                   |  |  |       |  |  | …        |  |  | …         |  |
|                                |   | …                 |                   |  |  |       |  |  | …        |  |  |           |  |
| Leonardo Beltramo della Rovere |   |                   |                   |  |  |       |  |  | …        |  |  |           |  |
|                                |   | …                 | …                 |  |  |       |  |  |          |  |  |           |  |
|                                |   | …                 | …                 |  |  |       |  |  |          |  |  |           |  |
|                                |   | …                 | …                 |  |  |       |  |  |          |  |  |           |  |
| Raffaello della Rovere         |   | …                 |                   |  |  |       |  |  |          |  |  |           |  |
|                                |   | Giovanni Monleone | Giovanni Monleone |  |  |       |  |  |          |  |  |           |  |
|                                |   | Giovanni Monleone | Giovanni Monleone |  |  |       |  |  |          |  |  |           |  |
|                                |   | Giovanni Monleone | …                 |  |  |       |  |  |          |  |  |           |  |
| Luchina Monleone               |   | Giovanni Monleone |                   |  |  |       |  |  |          |  |  |           |  |
|                                |   | Caterina Cipolla  | …                 |  |  |       |  |  |          |  |  |           |  |
|                                |   | Caterina Cipolla  | …                 |  |  |       |  |  |          |  |  |           |  |
|                                |   | Caterina Cipolla  | …                 |  |  |       |  |  |          |  |  |           |  |
| Luchina della Rovere           |   | Caterina Cipolla  |                   |  |  |       |  |  |          |  |  |           |  |
|                                | … | …                 |                   |  |  |       |  |  |          |  |  |           |  |
|                                | … | …                 |                   |  |  |       |  |  |          |  |  |           |  |
|                                | … | …                 |                   |  |  |       |  |  |          |  |  |           |  |
| Giovanni Manirolo              | … |                   |                   |  |  |       |  |  |          |  |  |           |  |
|                                |   | …                 | …                 |  |  |       |  |  |          |  |  |           |  |
|                                |   | …                 | …                 |  |  |       |  |  |          |  |  |           |  |
|                                |   | …                 | …                 |  |  |       |  |  |          |  |  |           |  |
| Teodora Manirolo               |   | …                 |                   |  |  |       |  |  |          |  |  |           |  |
|                                |   | …                 | …                 |  |  |       |  |  |          |  |  |           |  |
|                                |   | …                 | …                 |  |  |       |  |  |          |  |  |           |  |
|                                |   | …                 | …                 |  |  |       |  |  |          |  |  |           |  |
| …                              |   | …                 |                   |  |  |       |  |  |          |  |  |           |  |
|                                |   | …                 | …                 |  |  |       |  |  |          |  |  |           |  |
|                                |   | …                 | …                 |  |  |       |  |  |          |  |  |           |  |
|                                |   | …                 | …                 |  |  |       |  |  |          |  |  |           |  |
|                                |   | …                 |                   |  |  |       |  |  |          |  |  |           |  |